# Madracis
Madracis es un género de corales que pertenece a la familia Pocilloporidae, del orden Scleractinia. 
Sus especies pueden ser hermatípicas, constructoras de arrecifes de coral, o no serlo. Incluso la misma especie, en el caso de Madracis pharensis, en el Mediterráneo no posee zooxantelas, mientras que en el Caribe si.

## Especies
El Registro Mundial de Especies Marinas reconoce las siguientes especies en Madracis:
- Madracis asanoi Yabe & Sugiyama, 1936
- Madracis asperula Milne Edwards & Haime, 1849
- Madracis auretenra Locke, Weil & Coates, 2007
- Madracis brueggemanni (Ridley, 1881)
- Madracis carmabi Vermeij, Diekmann & Bak, 2003
- Madracis decactis (Lyman, 1859)
- Madracis formosa Wells, 1973
- Madracis fragilis Neves & Johnsson, 2009
- Madracis hellana Milne Edwards & Haime, 1850
- Madracis interjecta Marenzeller, 1907
- Madracis kauaiensis Vaughan, 1907
- Madracis kirbyi Veron & Pichon, 1976
- Madracis myriaster (Milne Edwards & Haime, 1850)
- Madracis pharensis (Heller, 1868)
- Madracis profunda Zibrowius, 1980
- Madracis senaria Wells, 1973

## Galería

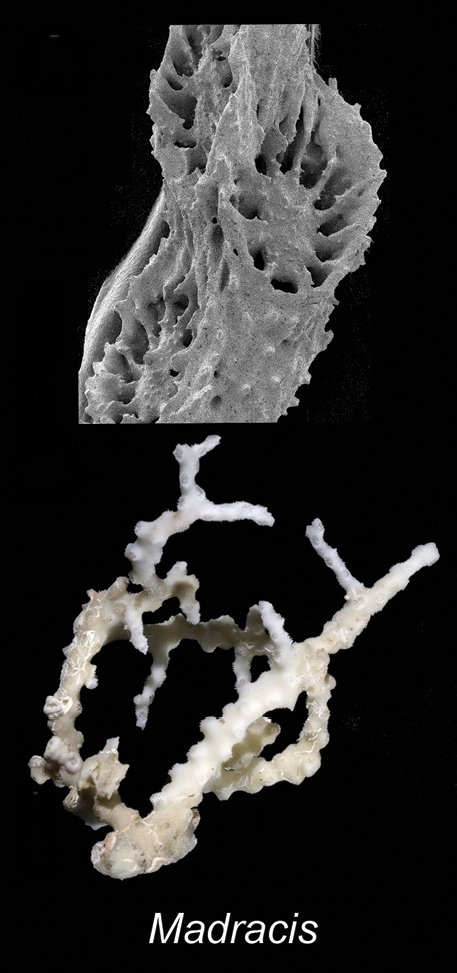
Madracis asperula
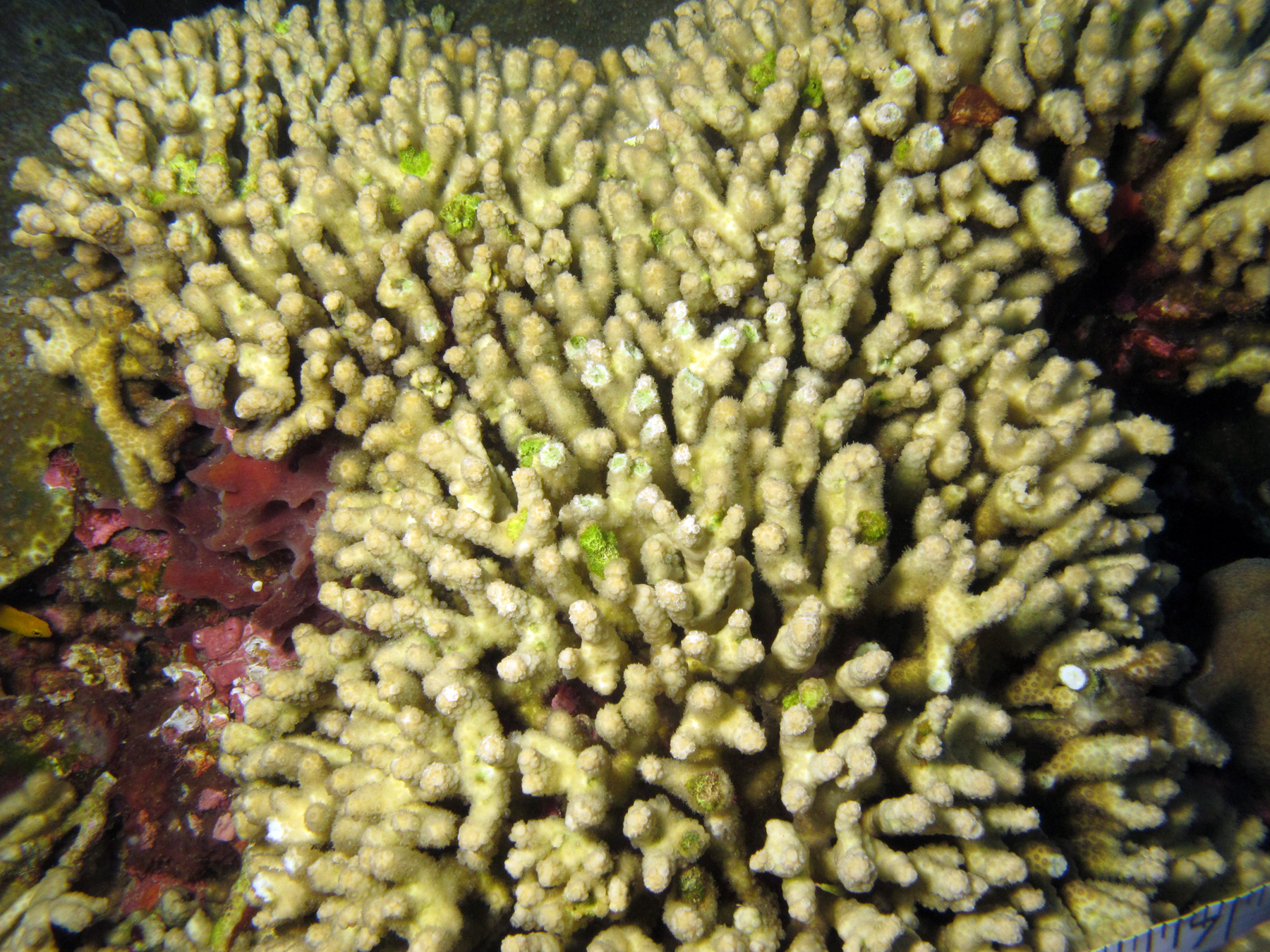
Madracis auretenra
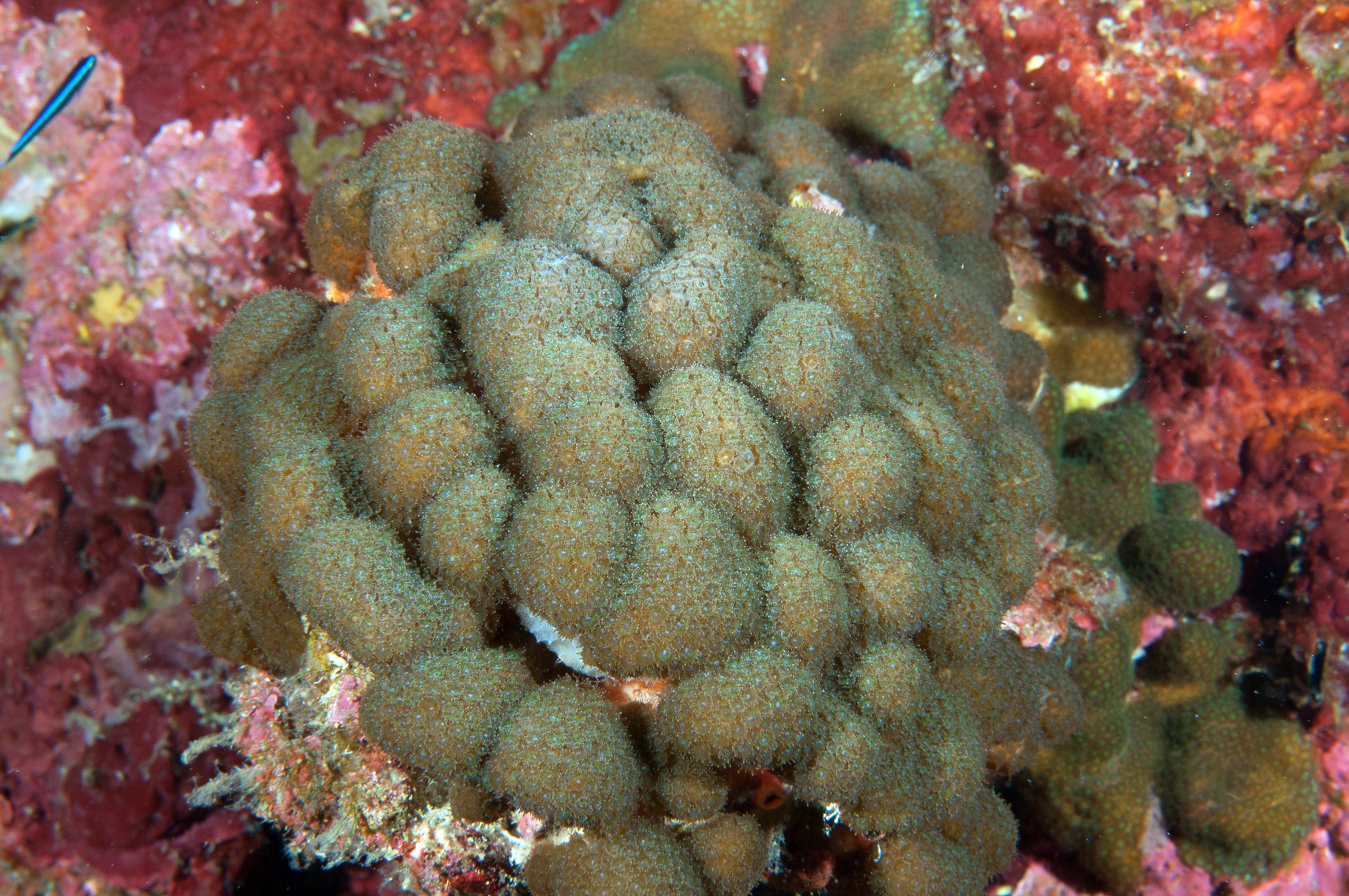
Madracis decactis
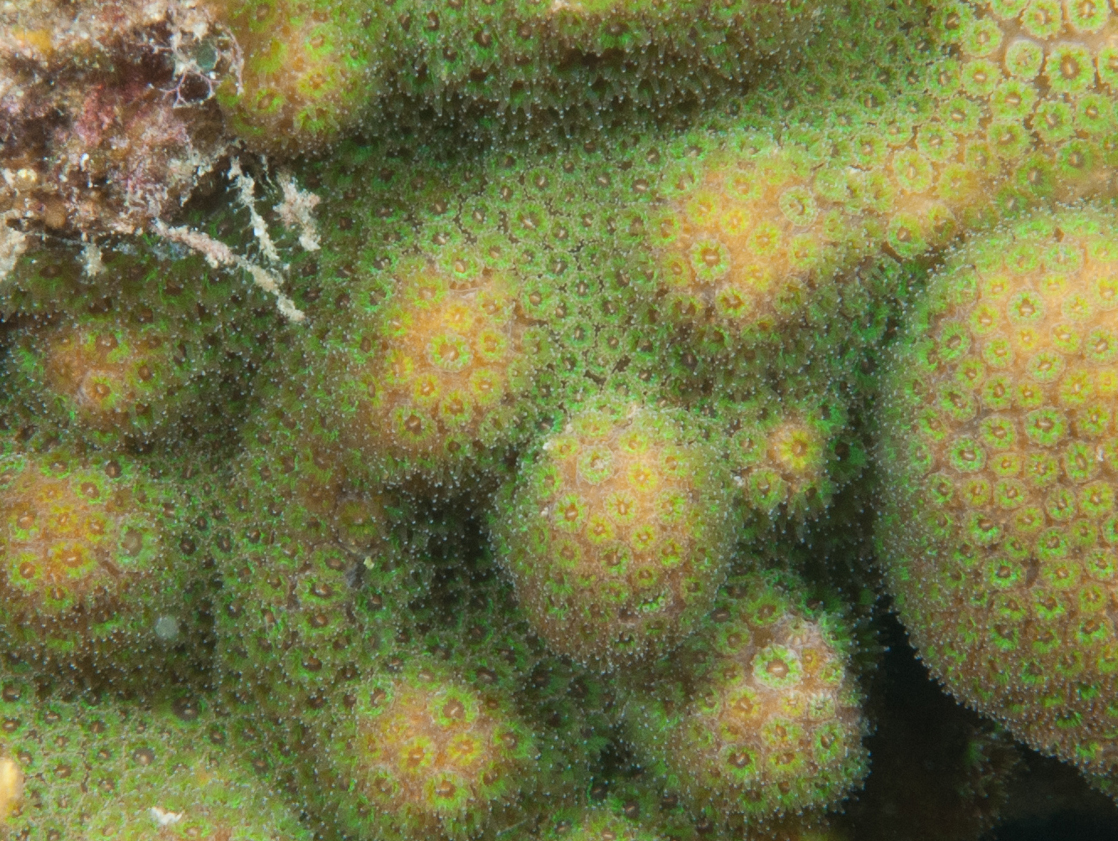
Madracis decactis con pólipos expandidos
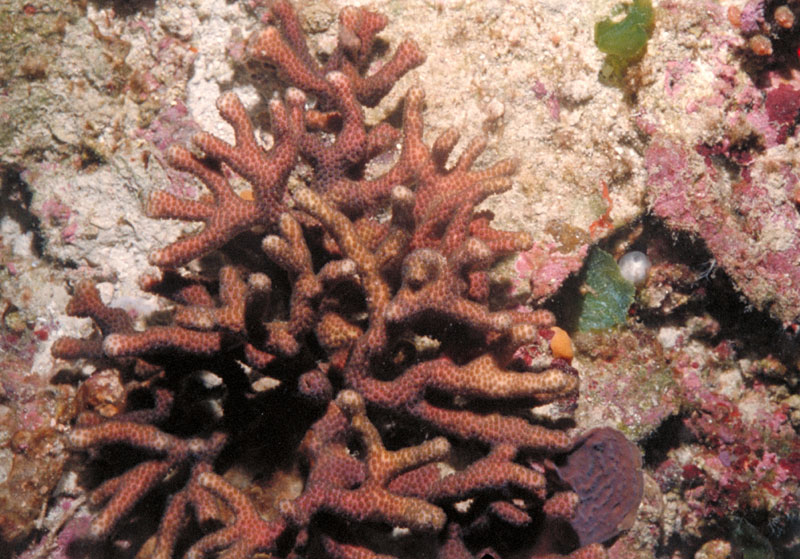
Madracis formosa
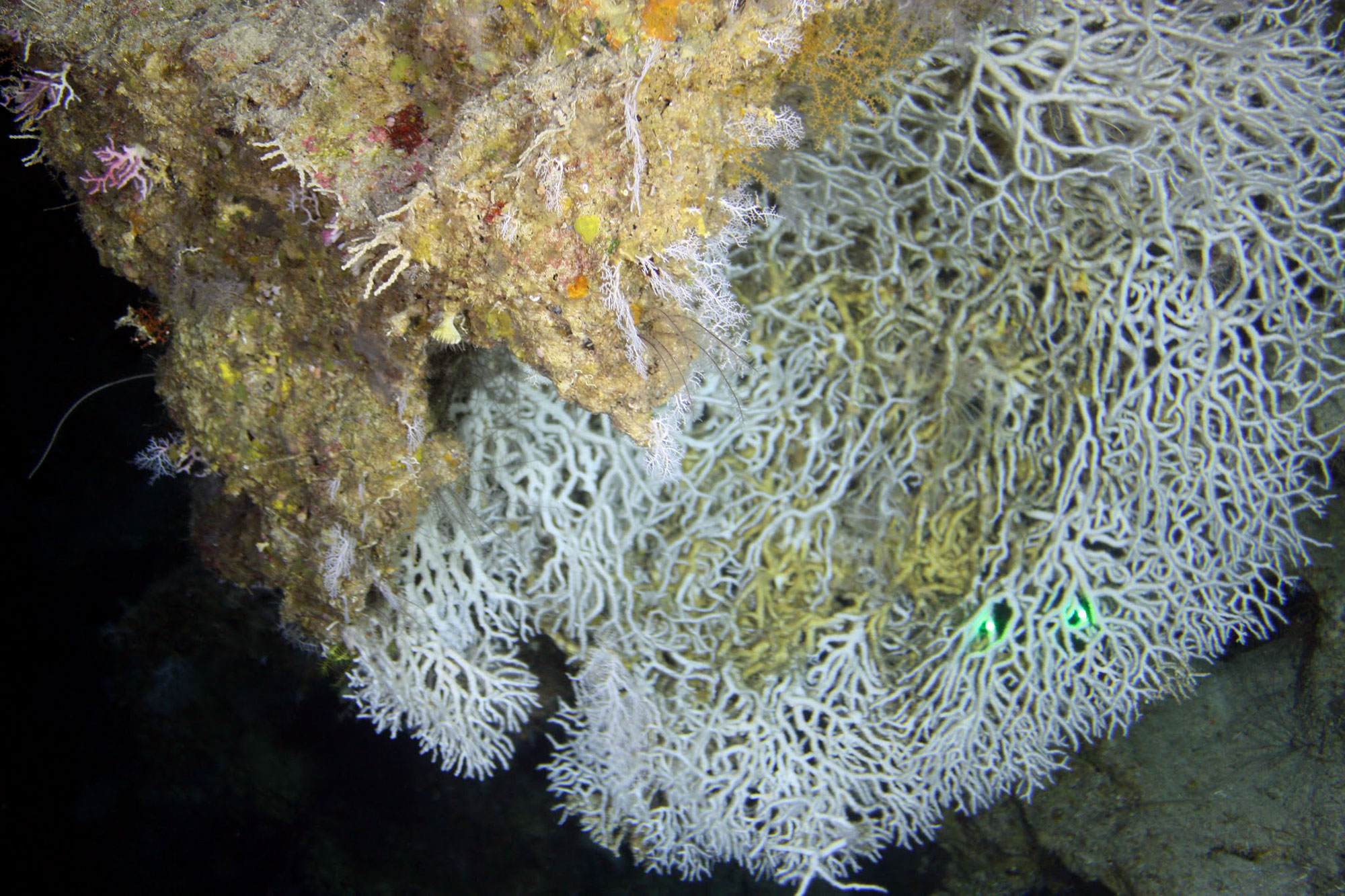
Madracis myriaster
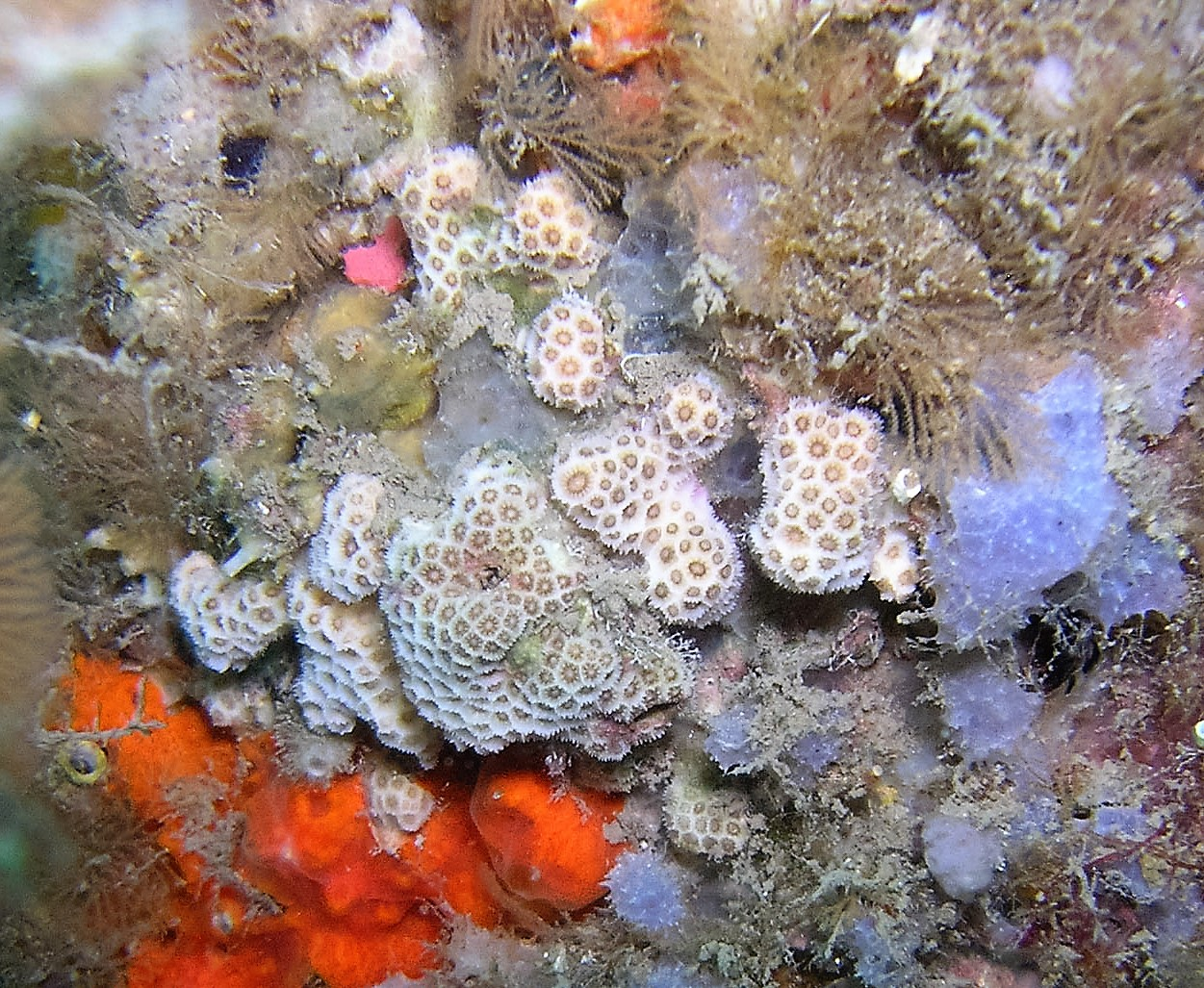
Madracis pharensis
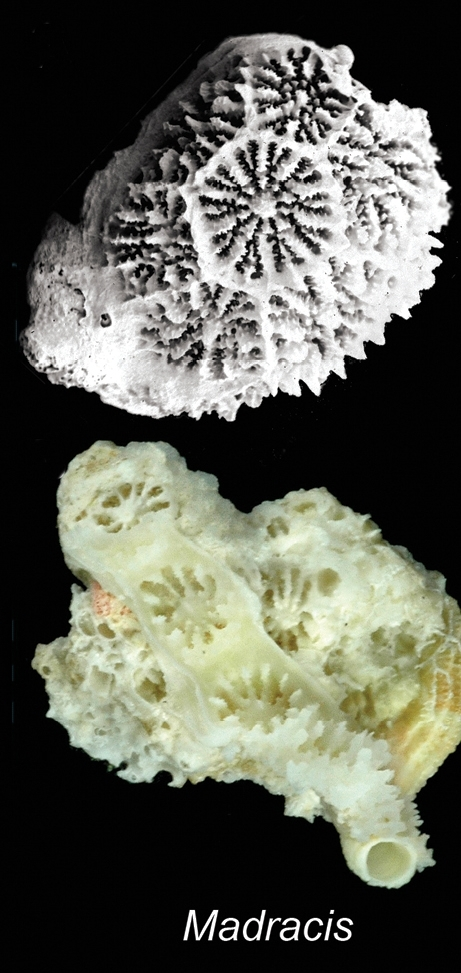
Coralum de Madracis pharensis

## Morfología
Forman colonias ramificadas, lobulares, laminares, columnares o incrustantes. Variando las características morfológicas en colonias de la misma especie según las condiciones ambientales, como luz, corrientes, materia orgánica disuelta en el agua, etc, mostrando una gran plasticidad fenotípica.
Los coralitos pueden estar ampliamente espaciados, o muy compactos, sobre la superficie de la colonia. Son de forma redondeada, angular o ligeramente poligonal. Normalmente tienen 10 septos fusionados con la columela, que está bien desarrollada. El coenosteum, o parte común del esqueleto de la colonia, suele presentar finas espículas de calcita.
Los pólipos son de color amarillo, crema, verde, rosa, rojo, gris o marrón, y, salvo excepciones, están extendidos sólo de noche.

## Hábitat
Viven, tanto en arrecifes de coral localizados en mares tropicales, en zonas poco profundas, como en aguas templadas, y a profundidades de más de 1000 m. Su rango de profundidad es entre 0 y 1220 m, aunque se reportan localizaciones hasta los 7956 m, y en un rango de temperaturas entre  -0.41 y 28.89 °C.

## Distribución geográfica
Se distribuyen en aguas cálidas y templadas de los océanos Atlántico, Índico y Pacífico, incluidos el mar Mediterráneo y el mar Rojo.

## Alimentación
Las especies hermatípicas contienen algas simbióticas, llamadas zooxantelas, en sus tejidos. Las algas realizan la fotosíntesis produciendo oxígeno y azúcares, que son aprovechados por los pólipos, y se alimentan de los catabolitos del coral (especialmente fósforo y nitrógeno). Esto les proporciona entre el 75 y el 95% de sus necesidades alimenticias, el resto lo obtienen atrapando plancton microscópico y materia orgánica disuelta en el agua. Las especies sin zooxantelas limitan su alimentación a los dos últimos métodos reseñados.

## Reproducción
Se reproducen asexualmente mediante gemación y por rotura de alguna de sus ramas. Sexualmente son hermafroditas y producen gametos masculinos y femeninos en su mesenterio. Se denominan pseudo-criadores, ya que expulsan al exterior larvas sin signos de crecimiento interno. Las larvas una vez en el exterior, permanecen a la deriva arrastradas por las corrientes varios días, y, tras deambular por la columna de agua marina, se adhieren al sustrato o rocas, dando lugar a la metamorfosis a forma pólipo, segregando calcita para dotarse de un esqueleto, o coralito, y comenzar su vida sésil. Replicándose después por gemación, dando origen así a la colonia coralina.